# تپه کلار
تپه کلار مربوط به هزاره دوم پیش از میلاد است و در شهرستان چالوس، دهستان کلاردشت، روستای لاهو واقع شده و این اثر در تاریخ ۱۵ آذر ۱۳۴۴ با شمارهٔ ثبت ۴۸۹ به‌عنوان یکی از آثار ملی ایران به ثبت رسیده است. تپه مذکور امروزه در ضلع شرقی دشت مرکزی کلاردشت واقع است، این تپه با پستی بلندیهای موجود در آن از سطح دشت بین ۷تا۱۲متر ارتفاع دارد و بیضی شکل به نظر می‌رسد. مساحت آن در حدود ۵هکتار و قطر آن ۳۰۰متر است و تپه کوچکی که گویا بقایای قصری بوده، در جنوب غربی آن، با مساحت یکصد متر مربع که «گل گمبه» یا گنبد گلی نامیده می‌شود، به چشم می‌خورد. بر روی این تپه حفاریهایی نیز صورت گرفته است که آثار شهر قدیمی را تأیید می‌نماید.